# Giovanni Do
Giovanni Do  (né à Xàtiva près de Valence en Espagne vers 1604 et mort à Naples en 1656) est un peintre d'origine espagnole actif à Naples au XVIIe siècle.

## Biographie
Giovanni Do, né dans la ville de Jatiba, près de Valence en Espagne, est arrivé à Naples en 1623 et a fait partie de la seconde génération d'artistes influencée par Caravage et par le réalisme de José de Ribera (installé à Naples depuis 1616). En 1626, il épousa Grazia, sœur de Pacecco de Rosa. Le contrat de mariage le décrit comme espagnol et stipule que ses collègues Giovanni Battista Caracciolo et Ribera étaient ses témoins. La cérémonie a lieu en l'église Santa Maria della Carità.

## Œuvres
- Adoration des bergers, Chiesa della Pietà dei Turchini, Naples.
- La Vierge et l'Enfant Jésus, département des Peintures, Musée du Louvre, Paris.
- Un Maître et son élève, huile sur toile de 83 cm × 107 cm, Musée des beaux-arts de Bordeaux.
- Saint François de Paule,
- L'atelier du peintre (collection privée)